# Maison du peuple de Jolimont

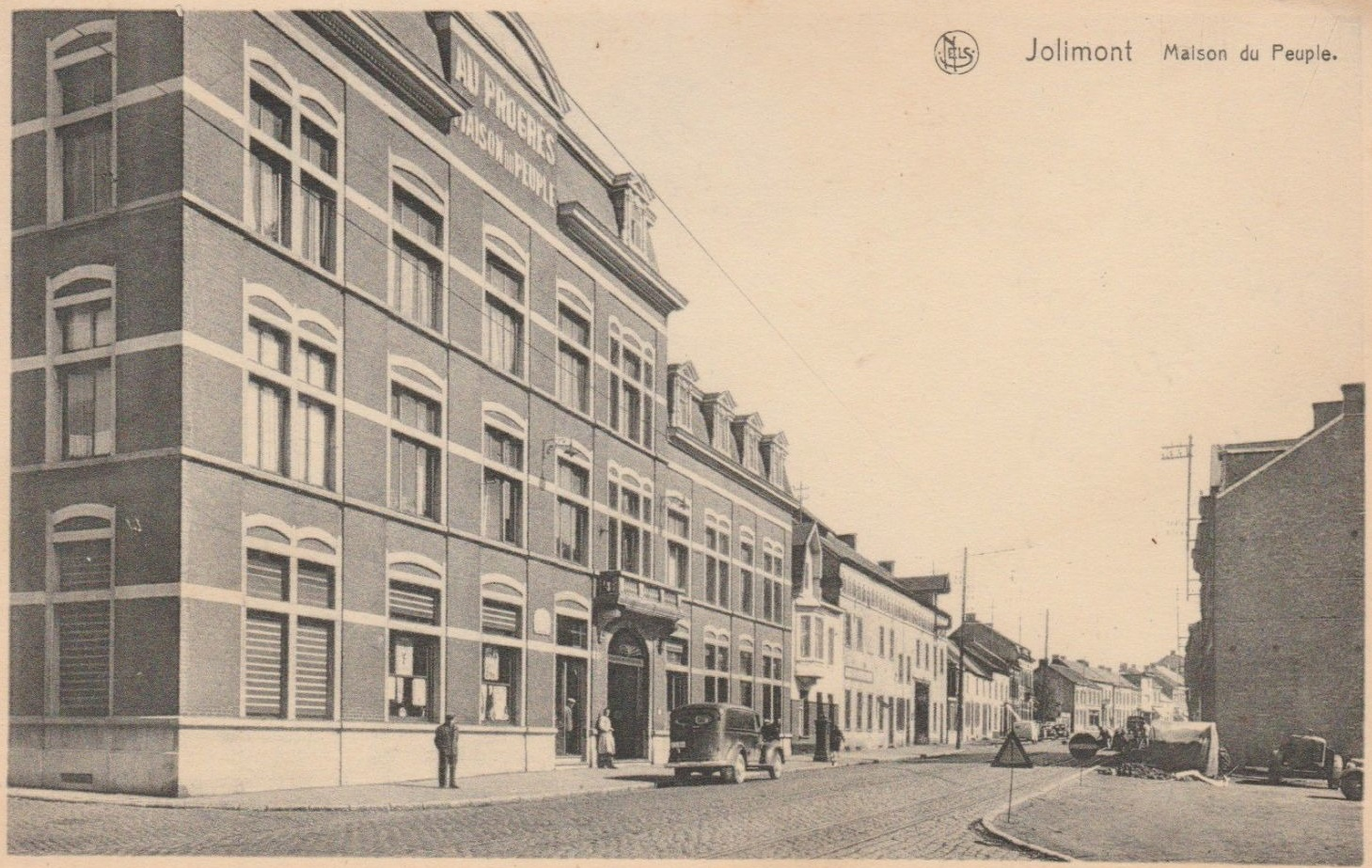
La nouvelle Maison du Peuple

La Maison du Peuple de Jolimont, fondée en 1872 à La Louvière (anciennement Haine-Saint-Paul), est reconnue comme la première maison du peuple de Belgique, voire du monde. Ce lieu emblématique a marqué les débuts de l'organisation ouvrière belge et du mouvement socialiste.

## Historique
L'origine de la Maison du Peuple remonte à l’achat d’un bâtiment par Théophile Massart, ouvrier forgeron et militant de l’Association Internationale des Travailleurs (AIT), au nom de la Société de l’Union des Métiers du Centre. L'édifice servait de lieu de rencontre pour les travailleurs, dans un esprit d’émancipation sociale et de solidarité,.

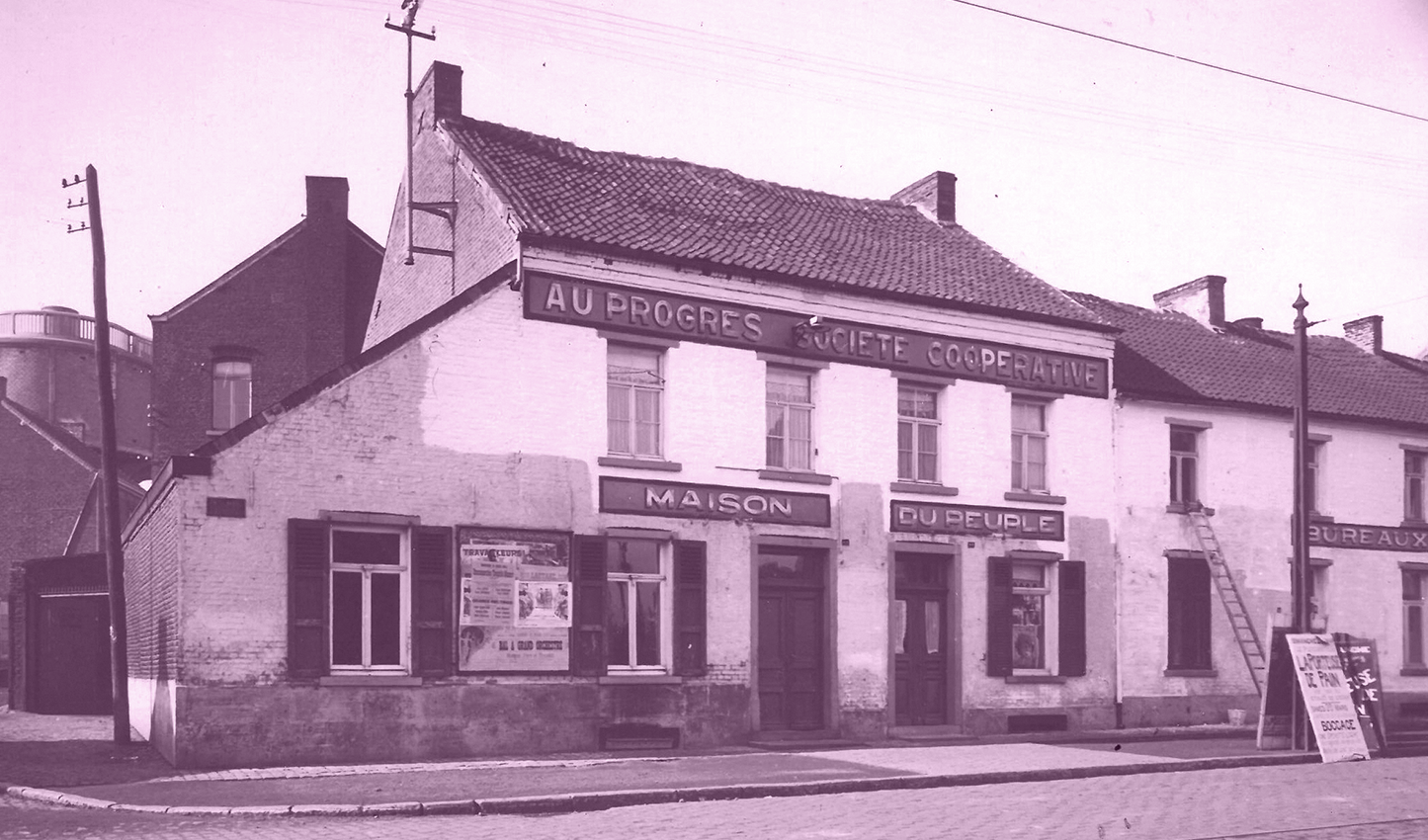
Ancienne Maison du Peuple

## Évolution du bâtiment
À l’origine, le premier local acquis par Théophile Massart en 1872 était modeste : une maison de coin à Haine-Saint-Paul, choisie pour offrir un lieu de réunion aux travailleurs du Centre. Ce bâtiment a joué un rôle pionnier en devenant le point de ralliement d’un syndicalisme naissant.
Mais à mesure que la coopérative Au Progrès grandit dans les décennies suivantes, le local originel devint vite trop exigu. C’est à la fin des années 1920 que l’on assiste à un véritable tournant.

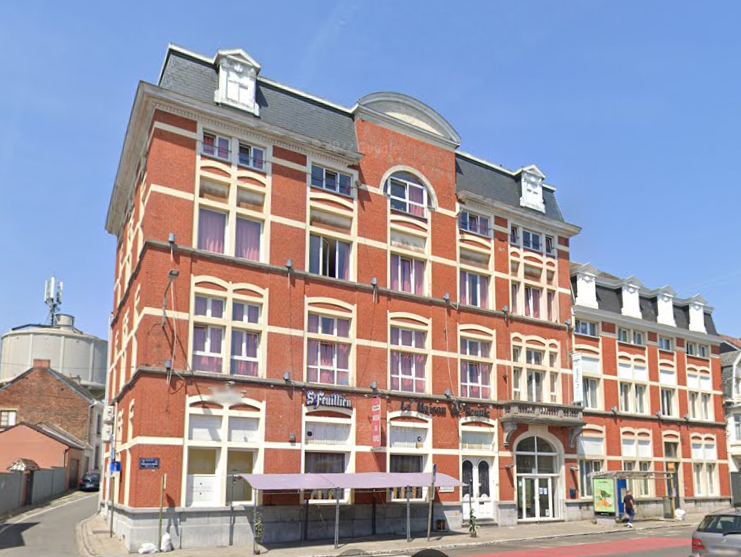
Maison du Peuple Jolimont (image google maps 2022)

Entre 1928 et 1929, un nouveau bâtiment, plus vaste, moderne et emblématique, est inauguré pour accueillir la coopérative à son apogée. Il était conçu non seulement pour répondre aux besoins logistiques (magasins, salles de réunion, lieux culturels), mais aussi pour affirmer une identité visuelle forte du mouvement ouvrier local, un symbole de progrès et d’organisation.
Aujourd'hui, le bâtiment est quasiment le même que celui de 1930.

## Rôle dans le mouvement ouvrier
Dès sa création, la maison fut un espace central pour la formation syndicale, les débats politiques et l’organisation d'activités culturelles. Elle joua un rôle crucial dans la diffusion des idées socialistes, inspirées des équitables pionniers anglais, et dans l’émergence du Parti Ouvrier Belge (POB) fondé en 1885.
Intégrée plus tard à la coopérative Au Progrès, la Maison du Peuple de Jolimont devint un pilier de la vie ouvrière régionale, comparable à d’autres institutions comme le Vooruit à Gand ou la Maison du Peuple de Bruxelles.

## Héritage et conservation
Symbole du progrès social, la Maison du Peuple de Jolimont reste un témoin précieux de l’histoire ouvrière belge. Malgré la perte partielle de ses archives, plusieurs initiatives, telles que leur numérisation récente, ont permis de préserver ce patrimoine. Son 150ᵉ anniversaire, célébré en 2022, a ravivé l’intérêt pour ce site pionnier.